# Esplas
Esplas é uma comuna francesa na região administrativa de Occitânia, no departamento de Ariège. Estende-se por uma área de 7,64 km². Em 2010 a comuna tinha 108 habitantes (densidade: 14,1 hab./km²)..